# Castillo de Todolella

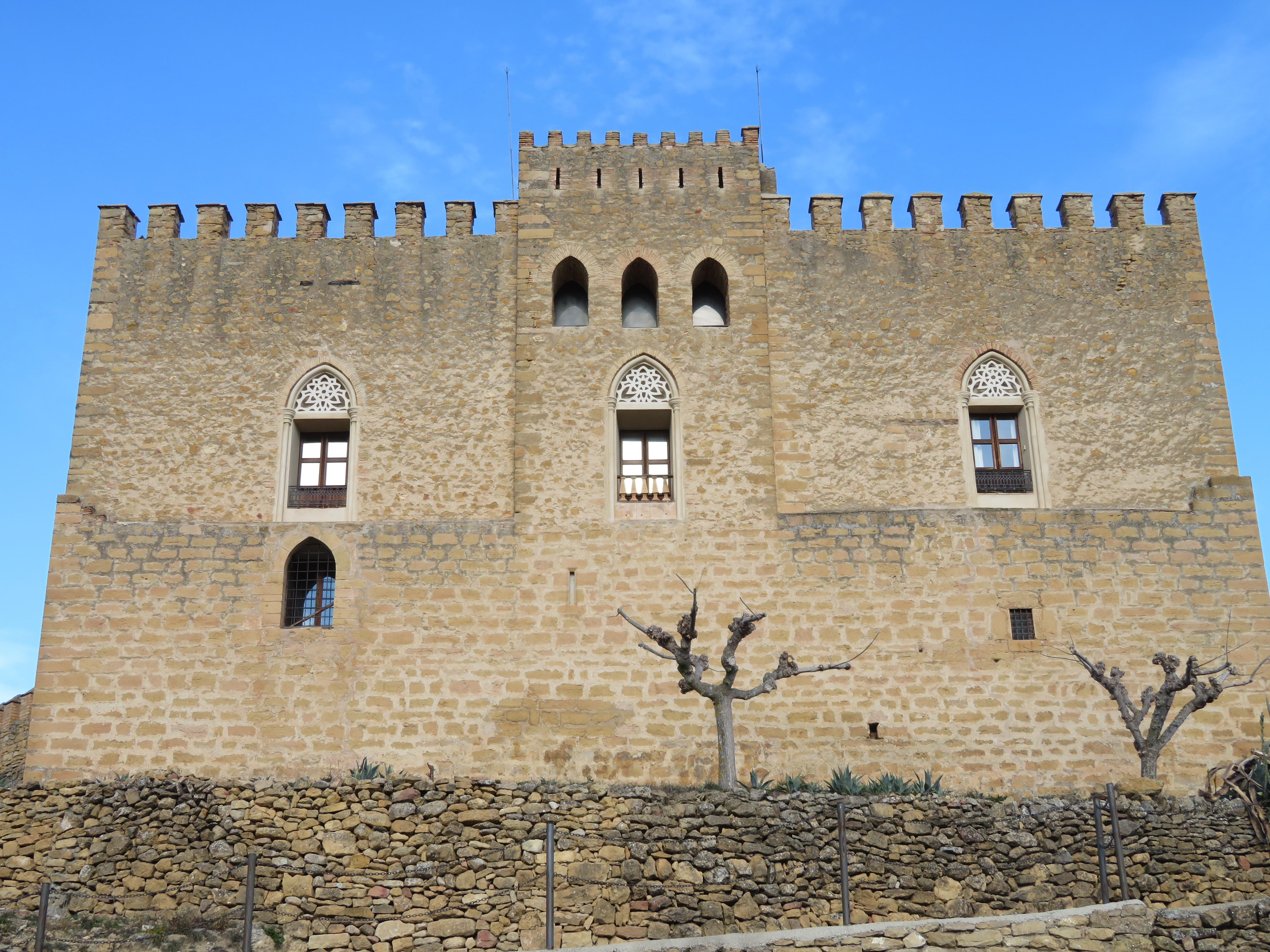
Castillo-palacio de La Todolella

El castillo de Todolella es un castillo-palacio situado en la provincia de Castellón (España). Es un edificio de estilo medieval construido en el siglo XIV, que se sitúa en una loma junto a la población.

## Descripción
Se trata de un edificio defensivo de carácter señorial, con un patio alrededor del cual se sitúan el conjunto formado por cuatro cuerpos. El cuerpo más antiguo y alto, donde se sitúa su fachada, alberga las habitaciones a las que se accede por escalera de piedra. En esta fachada cuenta con tres ventanas ojivales con tracería vegetal, con otras tres más pequeñas sobre la principal con arco apuntado.
Los otros cuerpos se destinan a estancias de servicio, como pajar, caballerizas, etc., situándose en el cuerpo posterior dos torres laterales y una pequeña muralla. El patio cuenta con arquería gótica y pozo de sillería.
Los muros están realizados con fábrica de sillarejo reforzados con sillería en ángulos se coronan con almenas. Los forjados son de viguetas de madera con revoltón de yeso y las cubiertas de teja curva sobre estructura de madera.